# Witzeeze
Witzeeze is een plaats in de Duitse deelstaat Sleeswijk-Holstein, en maakt deel uit van het Amt Büchen in de Kreis Hertogdom Lauenburg.
Witzeeze telt 900 inwoners.

## Verkeer, vervoer

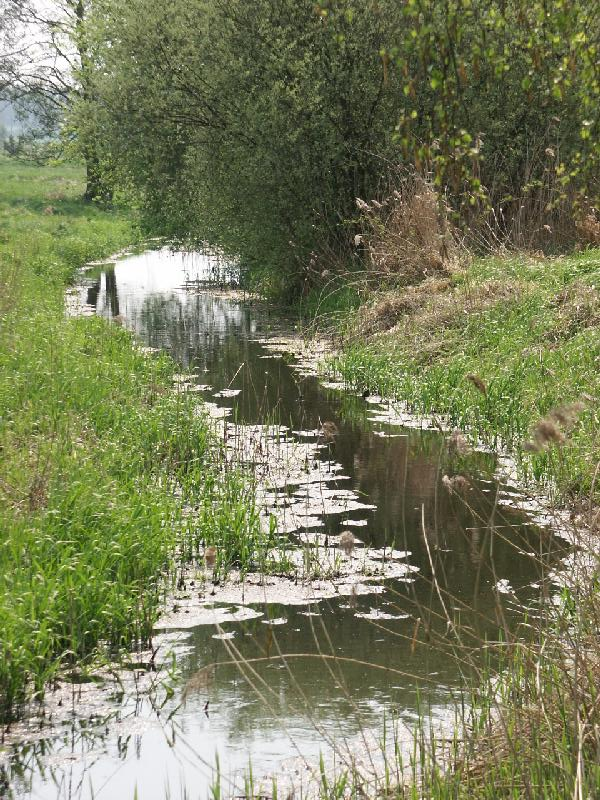
De Delvenau of Stecknitz bij Witzeeze

Ongeveer 6 km ten zuidwesten van Witzeeze ligt het plaatsje Lütau, aan de Bundesstraße 209. Dit is de belangrijkste verkeersweg in de omgeving van Witzeeze.
De noordelijke buurgemeente Büchen is per trein bereikbaar. Zie: Spoorlijn Lüneburg - Büchen en Spoorlijn Lübeck - Büchen. Aan de lijn naar Lüneburg had Witzeeze in het verleden ook een station. Wegens onvoldoende reizigersaanbod werd dit nog in de 20e eeuw gesloten.
De gemeente ligt aan het Elbe-Lübeckkanaal, waarin zich hier een sluis bevindt (met brug over het kanaal). Ten oosten van dit kanaal loopt, ongeveer evenwijdig daaraan, van noord naar zuid, een klein, bochtig riviertje, de Delvenau, die hier ook wel Stecknitz genoemd wordt.

## Geschiedenis en economie

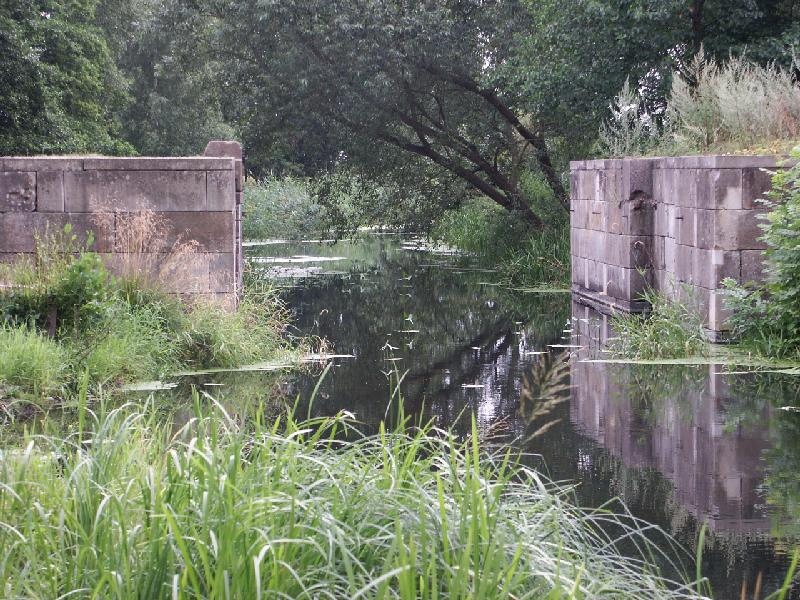
De Dückerschleuse in de 21e eeuw

Het dorp Witzeeze trad in 1230 voor het eerst in het licht der geschiedenis. In een belastingregister uit Ratzeburg wordt het vermeld als Wutsetse. De naam is vermoedelijk uit een Westslavische taal afkomstig en staat in verband met woorden, die het rooien van bos omschrijven. In de late middeleeuwen kende het dorp enige bloei, doordat het aan de oude zouthandelsroute tussen Lüneburg en Lübeck lag. Tussen 1391 en 1398 werd in deze streek een van de eerste kanalen van Europa gegraven, het Delvenau-Stecknitz-Kanal, waarin bij Witzeeze een sluis, de Dückerschleuse werd gebouwd. Deze sluis bestaat nog steeds; de huidige nog aanwezige werken dateren uit 1789. In de Dertigjarige Oorlog (1618-1648) werd Witzeeze zeker tweemaal geheel verwoest en grotendeels uitgemoord. In 1900 werd het verouderde kanaal vervangen door het nieuwe Elbe-Lübeckkanaal, waarin bij Witzeeze ook weer een sluis werd aangelegd. Na de Tweede Wereldoorlog veranderde Witzeeze van een boerendorp geleidelijk in een woonforensengemeente; veel van de inwoners van het dorp hebben een werkkring in Hamburg of een andere grote stad in de omgeving. Tot omstreeks 1960 was de winning van grind in landerijen langs het Elbe-Lübeckkanaal economisch van betekenis. Na het sluiten van de grindgroeven bleven twee grote meren over, waarlangs enig bos werd aangeplant en die werden omgevormd tot recreatie- en kampeerterreinen. Hierdoor is ook het toerisme een belangrijke bron van inkomsten geworden. De dorpelingen zelf houden vast aan hun tradities; de twee steunpilaren van het plaatselijke verenigingsleven zijn al zeer lang, zoals in veel van dit soort dorpen, de vrijwillige brandweer en de schutterijvereniging. Nieuwkomers worden sterk aangemoedigd, hier ook lid van te worden.

## Bezienswaardigheden, toerisme

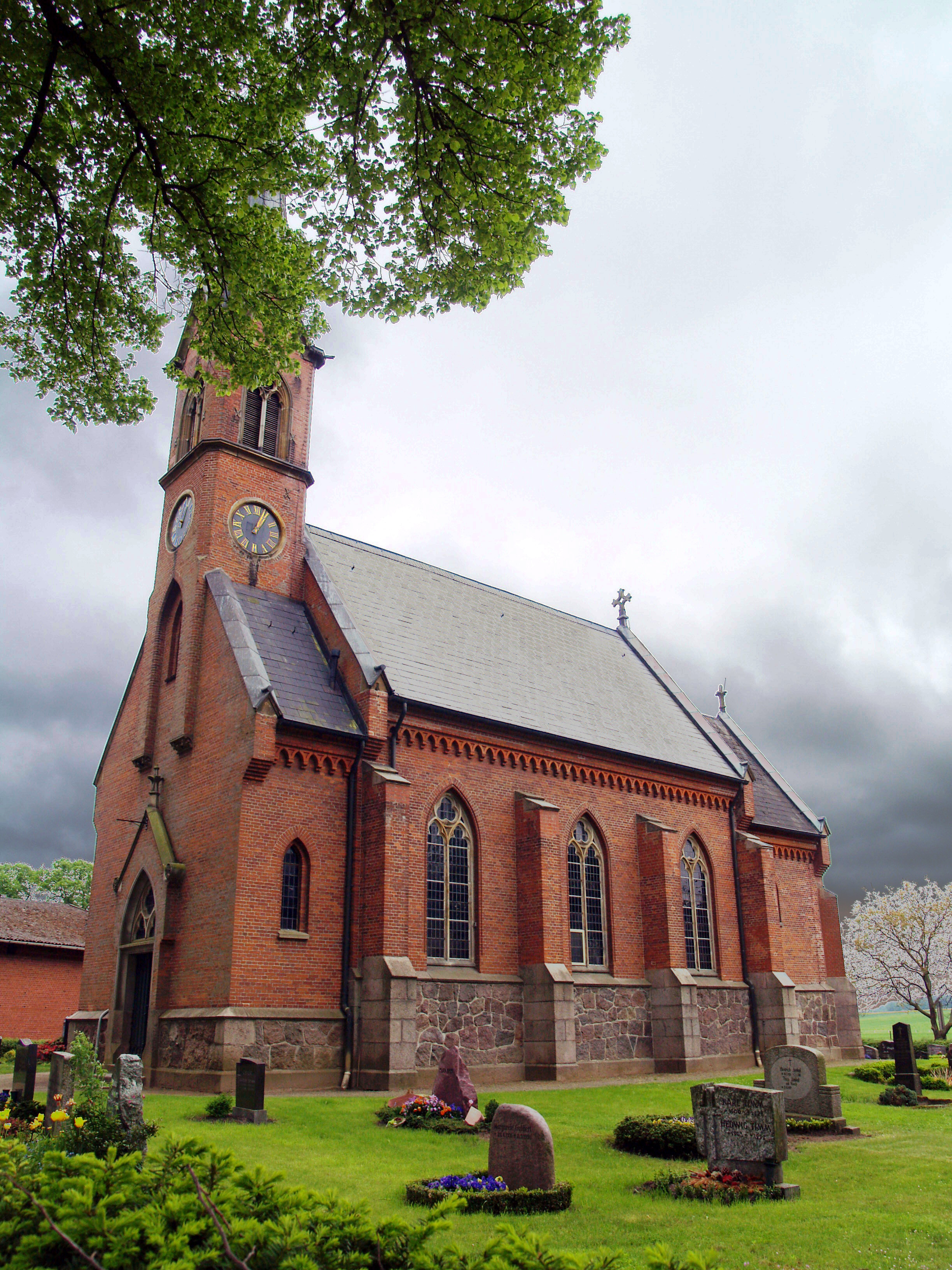
Evang.-luthers dorpskerkje van Witzeeze (Katharinenkapelle; bouwjaar in of kort na 1872)
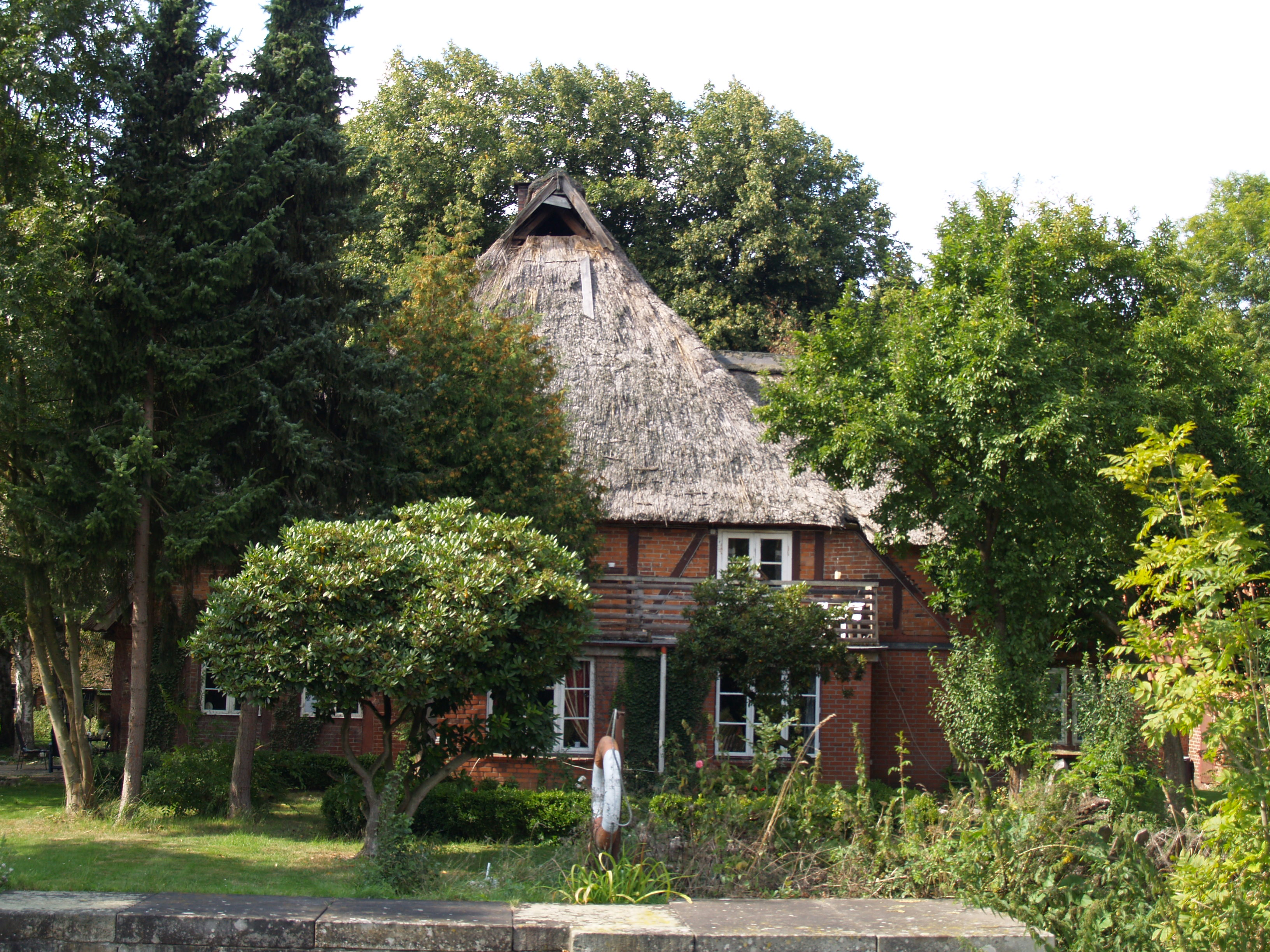
Sluiswachtershuis uit 1720 bij de Dückerschleuse (boerderij, particulier bewoond)

- Het hele gebied ten oosten van het Elbe-Lübeckkanaal en ten westen van de Delvenau is toeristisch ontwikkeld. Hier liggen de beide recreatieplassen, met ieder een grote camping. Verder is er een vakantiehuisjespark.
- De oude Dückerschleuse is een vroeg stuk industrieel erfgoed en staat dus onder monumentenzorg.
- De oevers van het grensriviertje, met name die op Mecklenburgs gebied, maken deel uit van een Natura 2000-gebied genaamd Grünes Band (Groen Lint, Engels: European Green Belt).

Albsfelde ·
Alt Mölln ·
Aumühle ·
Bäk ·
Bälau ·
Basedow ·
Basthorst ·
Behlendorf ·
Berkenthin ·
Besenthal ·
Bliestorf ·
Börnsen ·
Borstorf ·
Breitenfelde ·
Bröthen ·
Brunsmark ·
Brunstorf ·
Büchen ·
Buchholz ·
Buchhorst ·
Dahmker ·
Dalldorf ·
Dassendorf ·
Düchelsdorf ·
Duvensee ·
Einhaus ·
Elmenhorst ·
Escheburg ·
Fitzen ·
Fredeburg ·
Fuhlenhagen ·
Geesthacht ·
Giesensdorf ·
Göldenitz ·
Göttin ·
Grabau ·
Grambek ·
Grinau ·
Groß Boden ·
Groß Disnack ·
Groß Grönau ·
Groß Pampau ·
Groß Sarau ·
Groß Schenkenberg ·
Grove ·
Gudow ·
Gülzow ·
Güster ·
Hamfelde ·
Hamwarde ·
Harmsdorf ·
Havekost ·
Hohenhorn ·
Hollenbek ·
Hornbek ·
Horst ·
Juliusburg ·
Kankelau ·
Kasseburg ·
Kastorf ·
Kittlitz ·
Klein Pampau ·
Klein Zecher ·
Klempau ·
Klinkrade ·
Koberg ·
Kollow ·
Köthel ·
Kröppelshagen-Fahrendorf ·
Krukow ·
Krummesse ·
Krüzen ·
Kuddewörde ·
Kühsen ·
Kulpin ·
Labenz ·
Langenlehsten ·
Lankau ·
Lanze ·
Lauenburg/Elbe ·
Lehmrade ·
Linau ·
Lüchow ·
Lütau ·
Mechow ·
Möhnsen ·
Mölln ·
Mühlenrade ·
Müssen ·
Mustin ·
Niendorf/ Stecknitz ·
Niendorf bei Berkenthin ·
Nusse ·
Panten ·
Pogeez ·
Poggensee ·
Ratzeburg ·
Ritzerau ·
Römnitz ·
Rondeshagen ·
Roseburg ·
Sahms ·
Salem ·
Sandesneben ·
Schiphorst ·
Schmilau ·
Schnakenbek ·
Schönberg ·
Schretstaken ·
Schulendorf ·
Schürensöhlen ·
Schwarzenbek ·
Seedorf ·
Siebenbäumen ·
Siebeneichen ·
Sierksrade ·
Sirksfelde ·
Steinhorst ·
Sterley ·
Stubben ·
Talkau ·
Tramm ·
Walksfelde ·
Wangelau ·
Wentorf (Amt Sandesneben) ·
Wentorf bei Hamburg ·
Wiershop ·
Witzeeze ·
Wohltorf ·
Woltersdorf ·
Worth ·
Ziethen
Gemeentevrij gebied: Sachsenwald